# Vladimir Makanin
Vladimir Semjonovič Makanin (rusky Владимир Семёнович Маканин; 13. března 1937, Orsk – 1. listopadu 2017) byl ruský matematik a spisovatel. V roce 1993 se stal laureátem prestižní ruské literární ceny Ruský Booker (Русский Букер).
V 60. letech 20. století vystudoval matematickou fakultu Lomonosovovy univerzity v Moskvě.

## Publikační činnost (výběr)

### České překlady
- Album havarijních situací: výbor próz. 1. vyd. Praha: Mladá fronta, 1987. 221 S. Překlad: Ludmila Dušková
- Honička (orig. 'Staryje knigi'). 1. vyd. Praha: Lidové nakladatelství, 1985. 207 S. Překlad: Ludmila Dušková
- Hlasy: soubor próz. 1. vyd. Praha: Odeon, 1985. 433 S. Překlad: Ludmila Dušková
- Portrét s pozadím (orig. 'Portrét i vokrug'). 1. vyd. Praha: Svoboda, 1981. 329 S. Překlad: Ludmila Dušková
- Přímka (orig. 'Prjamaja linija'). 1. vyd. Praha: Československý spisovatel, 1973. 204 S. Překlad: Ludmila Dušková

### Slovenské překlady
- Sám a sama. 1. vyd. Bratislava: Slovenský spisovateľ, 1989. 226 S.
- Európska groteska. 1. vyd. Bratislava: Slovenský spisovateľ, 1989. 153 S.
- Portrét s pozadím. 1. vyd. Bratislava: Slovenský spisovateľ, 1983. 294 S. Překlad: Ľubica Chorváthová
- Príbeh Starej Osady (orig. 'Povesť o Starom Poselke'). 1. vyd. Košice: Východoslovenské vydavateľstvo, 1982. 257 S. Překlad: Hana Suchá